# Vale dwergsalangaan
De vale dwergsalangaan (Collocalia neglecta) is een kleine soort gierzwaluw. Het is een endemische vogelsoort van de  Kleine Soenda-eilanden. Voor 2017 werd de vogel beschouwd als een ondersoort van de witbuikdwergsalangaan (C. esculenta). 

## Herkenning
De vogel is 9 tot 10 cm lang. Deze dwergsalangaan is donker van boven en vuilwit van onder, de staart is niet gevorkt maar recht afgesneden. De ondersoort  C. n. perneglecta is wat donkerder en heeft meer glans op de rug.

## Verspreiding
Er zijn twee ondersoorten:
- C. n. neglecta: de zuidelijke Kleine Soenda-eilanden.
- C. n. perneglecta: de oostelijke en middelste eilanden van de Kleine Soenda-eilanden.